# 黃志光 (1965年)
黃志光，JP（1965年10月5日—），香港公務員，現任數字政策專員，曾擔任末任政府資訊科技總監。他在1988年8月加入港英政府任職二級系統分析／程序編製主任，至2009年10月時晉升至首長級公務員的總系統經理。及後，他在2016年8月躍升為助理政府資訊科技總監，並在2018年7月1日獲委任為官守太平紳士，再於2021年2月晉升為副政府資訊科技總監。自林偉喬在2022年12月28日卸任政府資訊科技總監起，黃獲港府安排署任總監職務。在2023年5月15日，他在港府進行公開及內部招聘後獲委任為政府資訊科技總監。港府於2024年7月25日將政府資訊科技總監辦公室和效率促進辦公室合併為數字政策辦公室，他遂成為首任數字政策專員。